# 緑陽社
株式会社緑陽社（りょくようしゃ）は、日本の同人誌印刷所。本社は東京都府中市にある。グッズ事業部は東京都国分寺市にある。また、漫画イラスト提供事業も行っている。キャッチコピーは「品質と誠実」。日本同人誌印刷業組合加盟。

## 概要
高品質な印刷をキャッチコピーに謳っており、特にフルカラー印刷の美しさに自信を持つ。カラー印刷関係の設備投資にも積極的であり、利用者へのアドバイスやノウハウの提供にも積極的に応じている。一方、印刷料金は同業他社と比較して高額であり、アナログ原稿が主体の頃は「使ってみたいが高いので敬遠する」という同人作家が多かった。デジタル原稿が主体の現在でも、その価格体系と生産能力から、1000部以上を発注する利用者が多いという。もともと女性系・アニメ系の顧客が多かったこともあり、性表現に関しては比較的厳しめのスタンスをとっている。
また、同人誌印刷所としては珍しく、様々なグッズ印刷の提供に力を入れており、その種類も豊富である（グッズ印刷専用のカタログがある）。
1988年以前は東京文芸出版等とともにコミックシティの主催者に名を連ねていた。

## 沿革[5]
- 昭和55年12月 - 創立 有限会社緑陽社
- 平成4年6月 - 国分寺自社ビルに移転(現：グッズ事業部 国分寺営業所)
- 平成18年6月 - 府中（現所在地）へ移転、株式会社緑陽社へ組織変更
- 平成30年5月 - プライバシーマークの付与認定取得（登録番号：16190257）